# Central Park West
Pour l’article homonyme, voir Central Park West (série télévisée).
Central Park West est une avenue de l'arrondissement de Manhattan, à New York qui, comme son nom l'indique, longe Central Park sur son côté ouest. Elle marque la limite de l'Upper West Side.

## Situation et accès

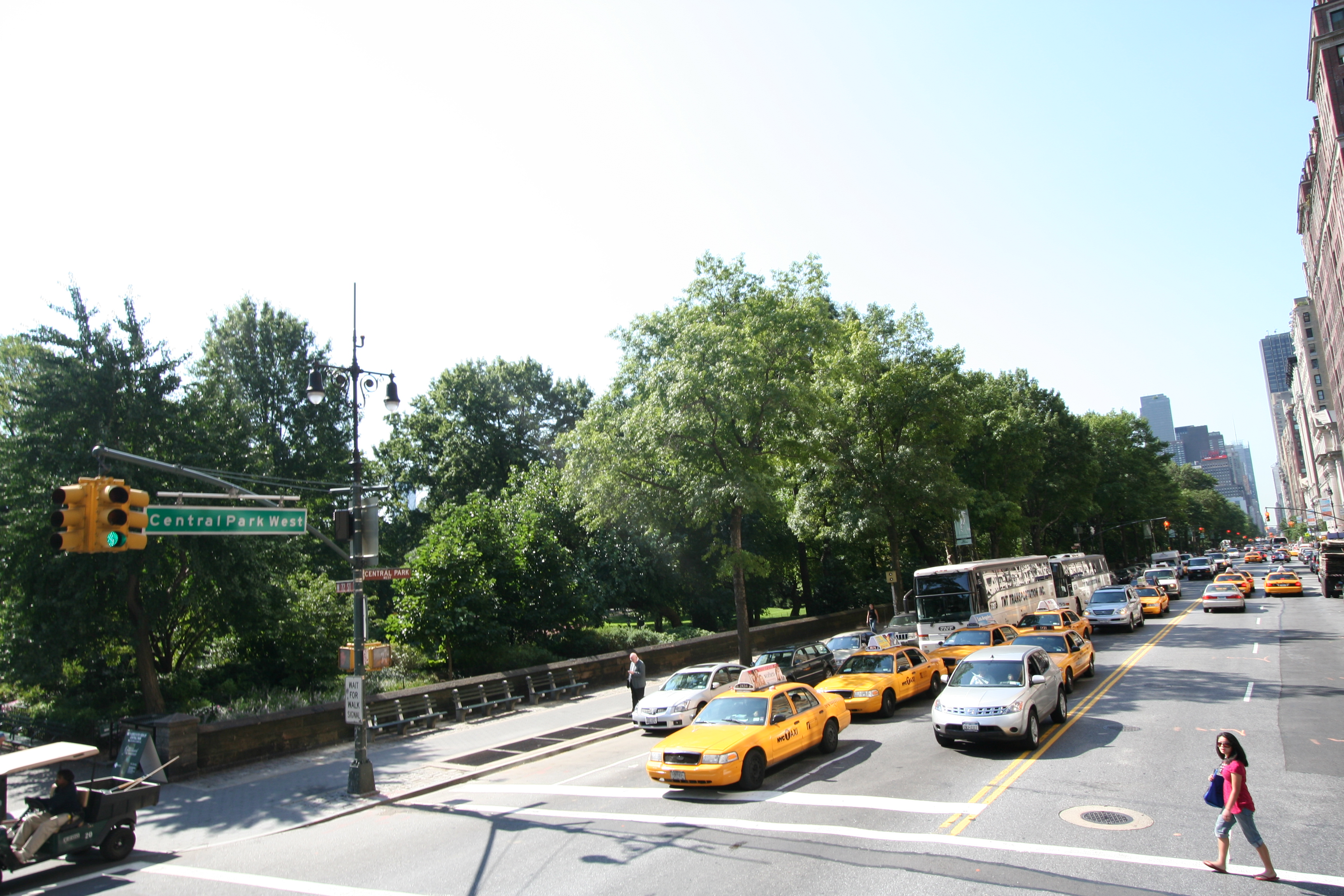
Une vue de Central Park West.

L'avenue, située dans le prolongement de la Huitième Avenue au-delà de Columbus Circle, s'étend sur 81 blocks, entre le Columbus Circle, au niveau de la 59e Rue, et le Frederick Douglass Circle, au niveau de la 110e Rue, c'est-à-dire précisément tout le long de Central Park.
L’avenue est desservie par les lignes de métro B et C aux stations 59th Street-Colombus Circle, 72nd Street, 81st Street-Museum of Natural History, 86th Street, 96th Street, 103rd Street et 110th Street-Cathedral Parkway.

## Origine du nom
C'est en 1899 que cette partie de la Huitième Avenue prend le nom de Central Park West, en raison de sa situation à l'ouest de Central Park qu’elle longe.

## Bâtiments remarquables et lieux de mémoire

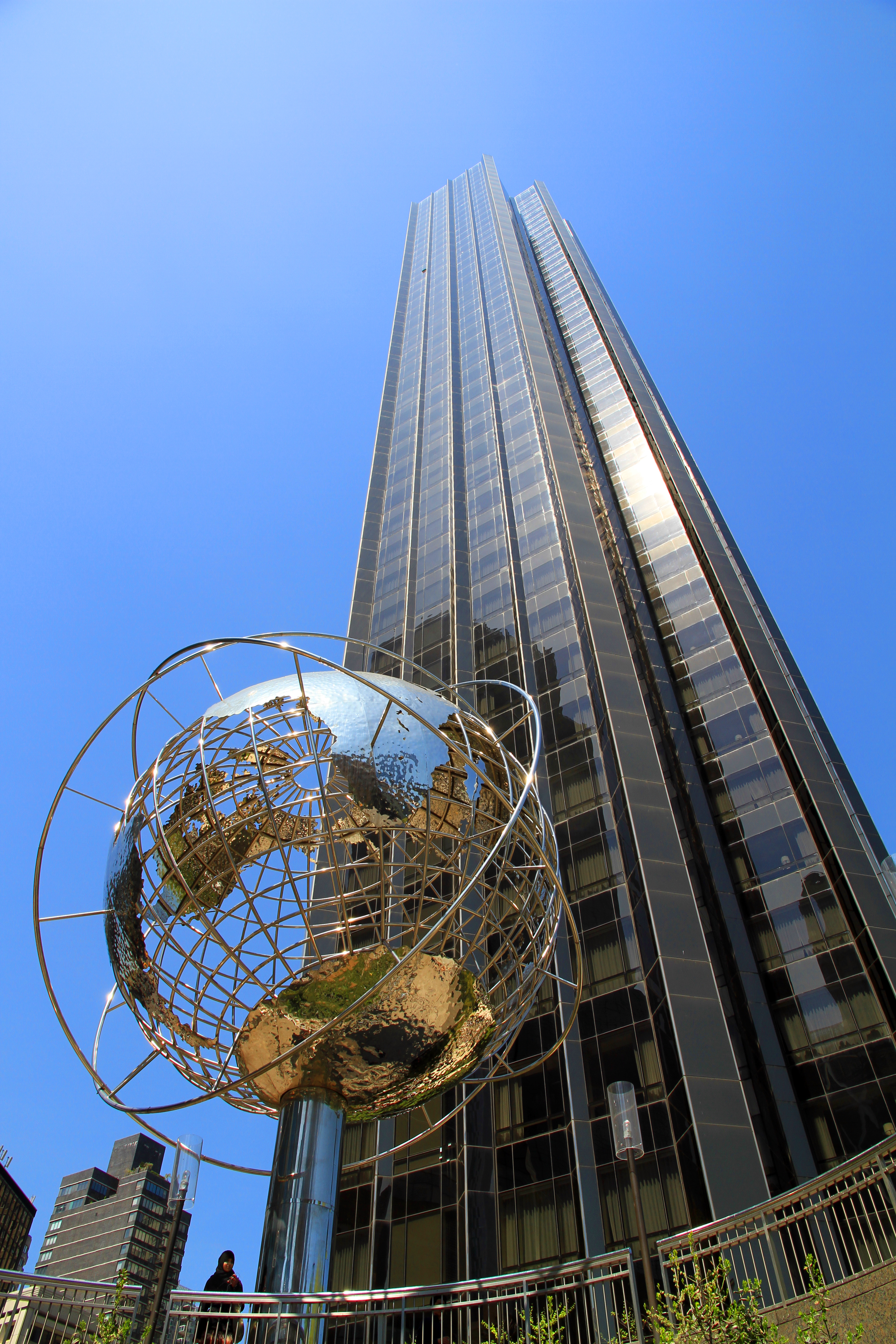
No 1 : Trump International Hotel and Tower.

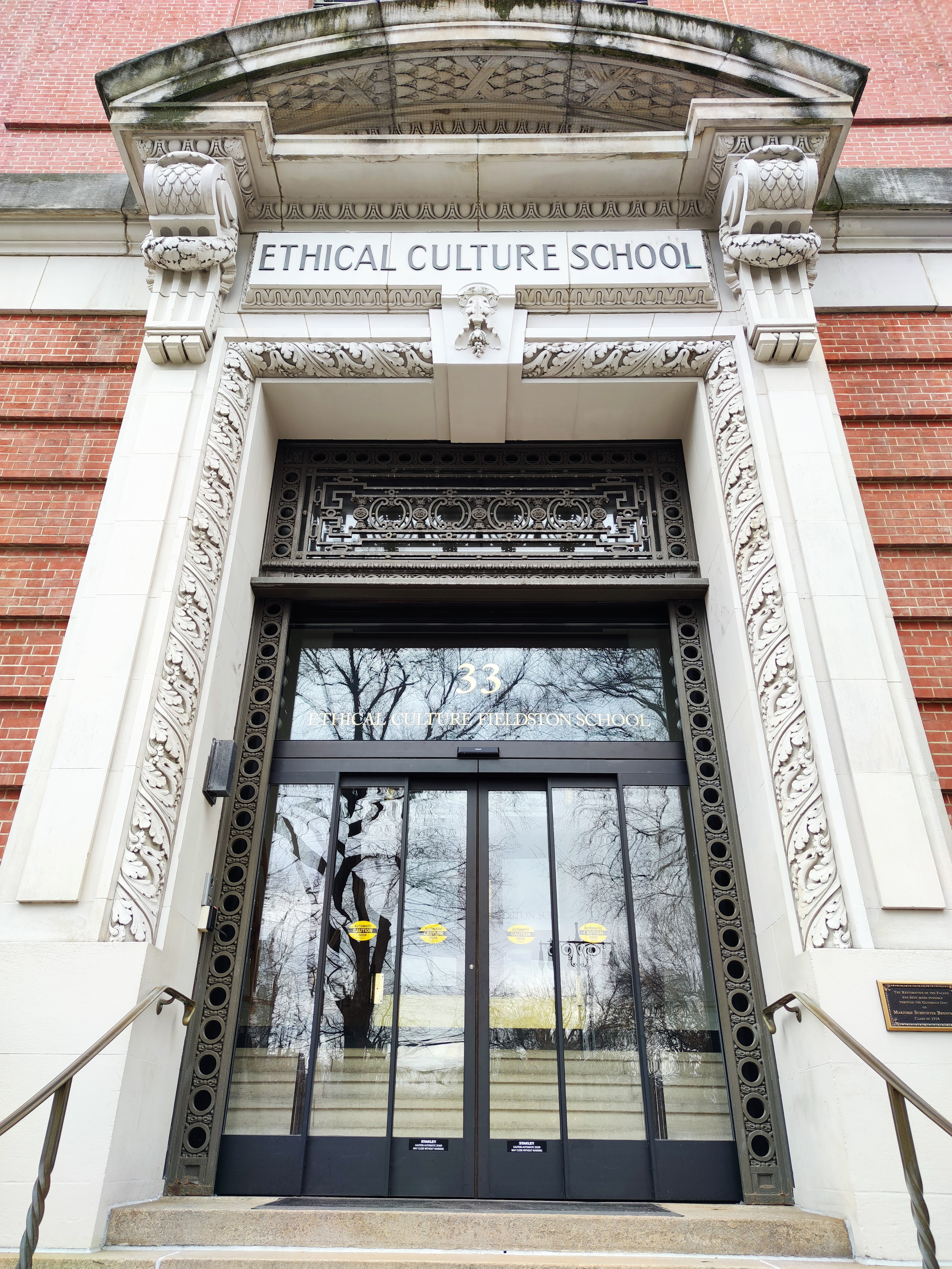
No 33 : Ethical Culture School.

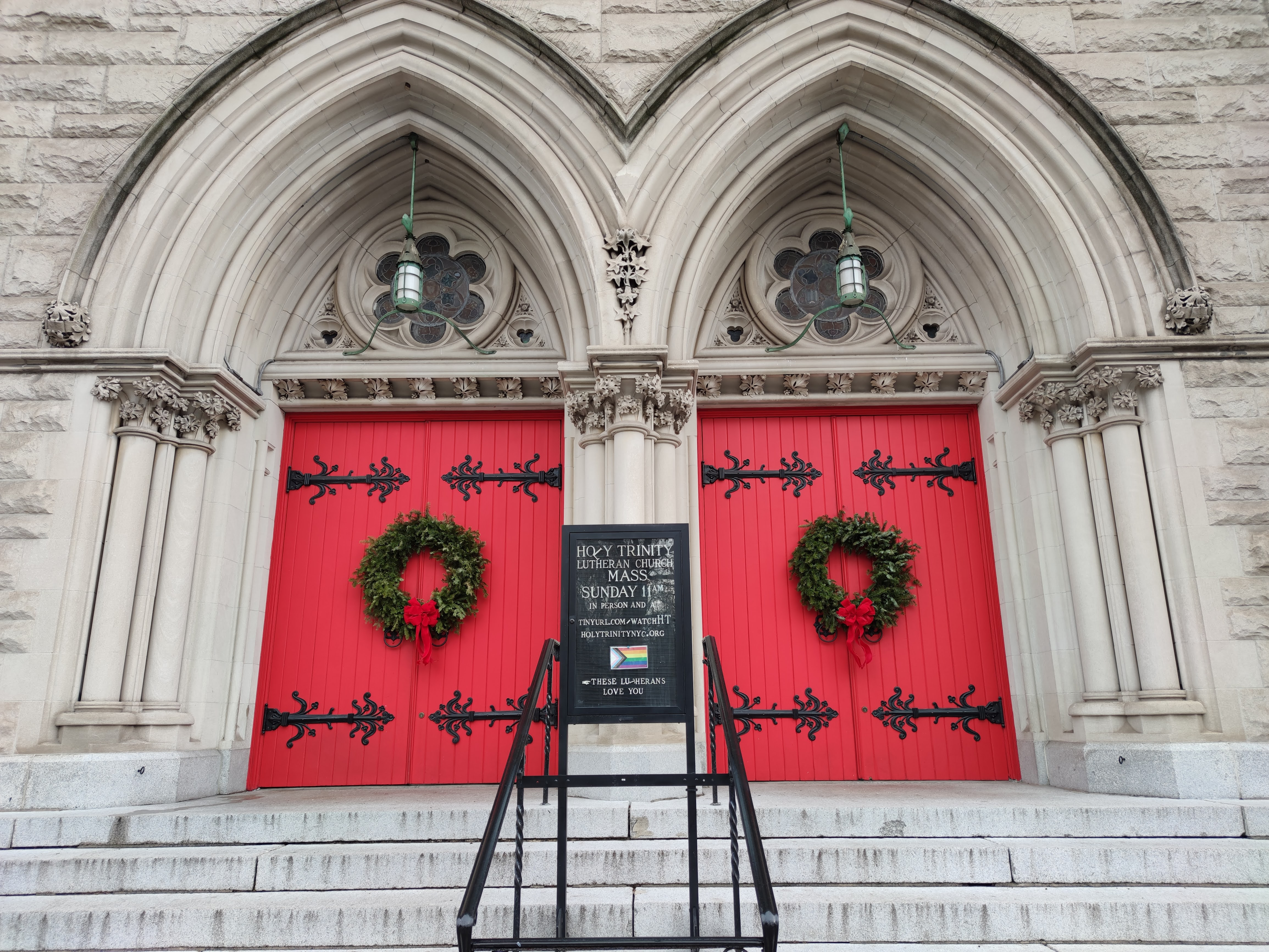
Église luthérienne de la Sainte-Trinité : façade sur Central Park West.

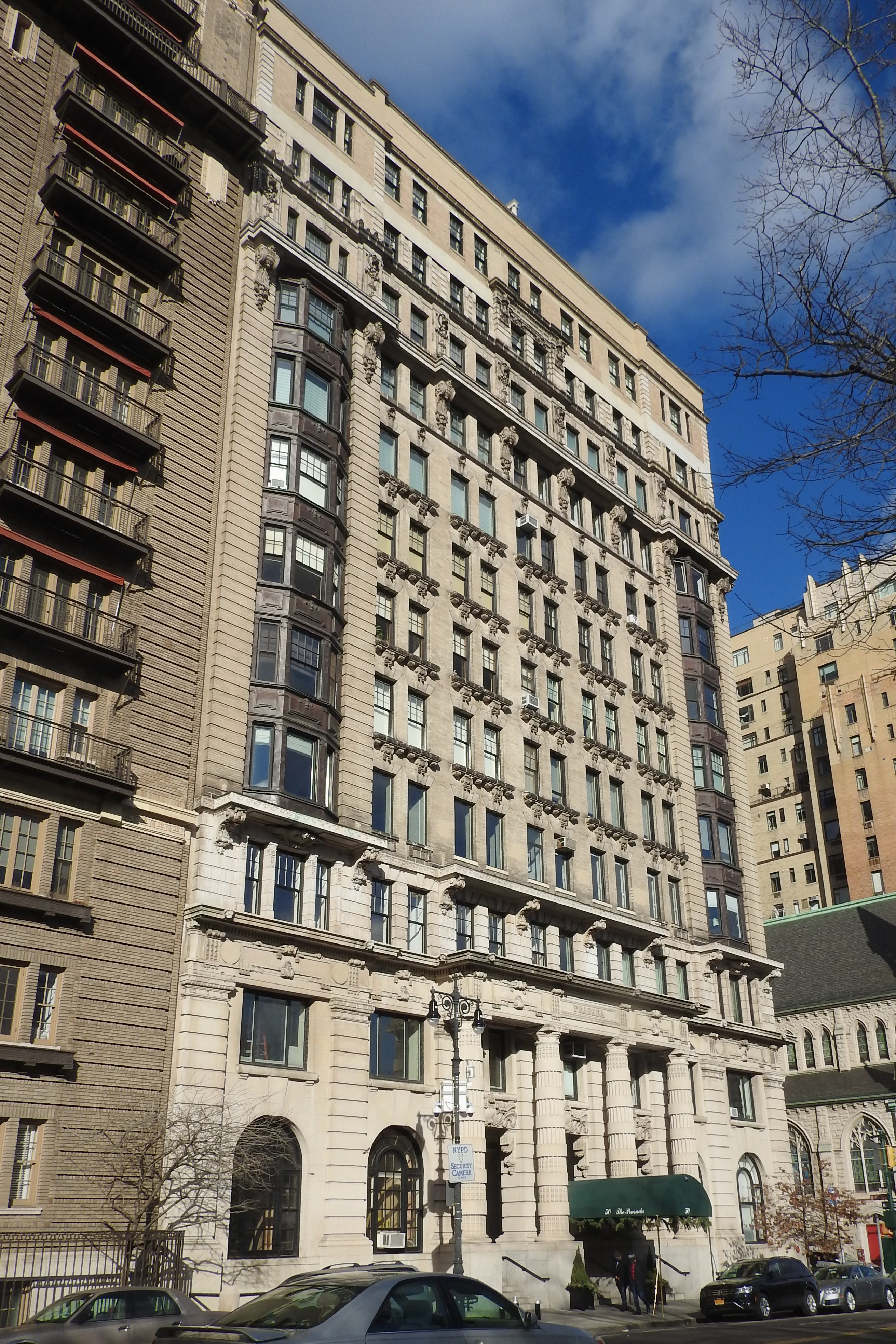
No 50 : The Prasada.

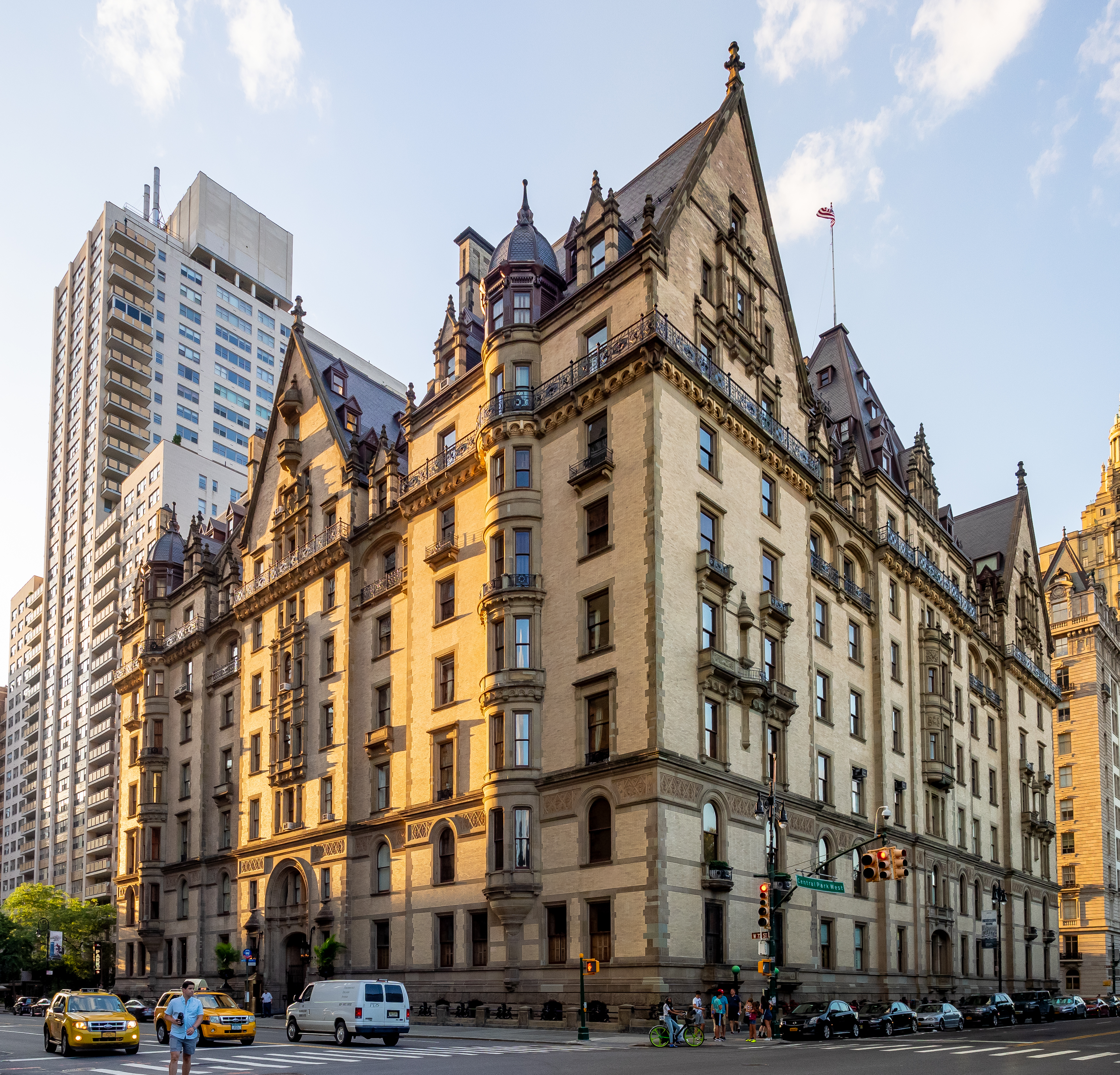
Le Dakota Building.

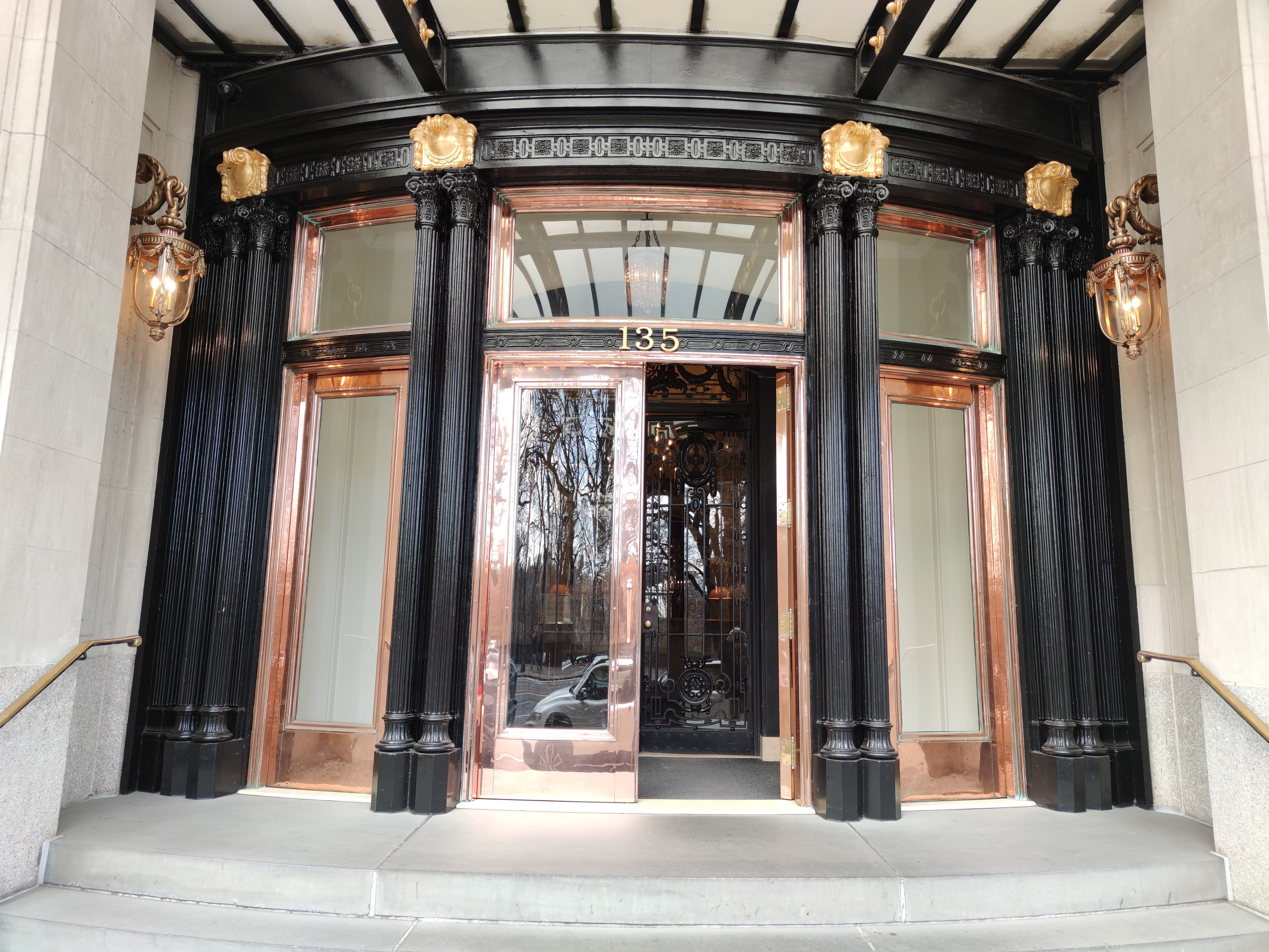
No 135 : The Langham.

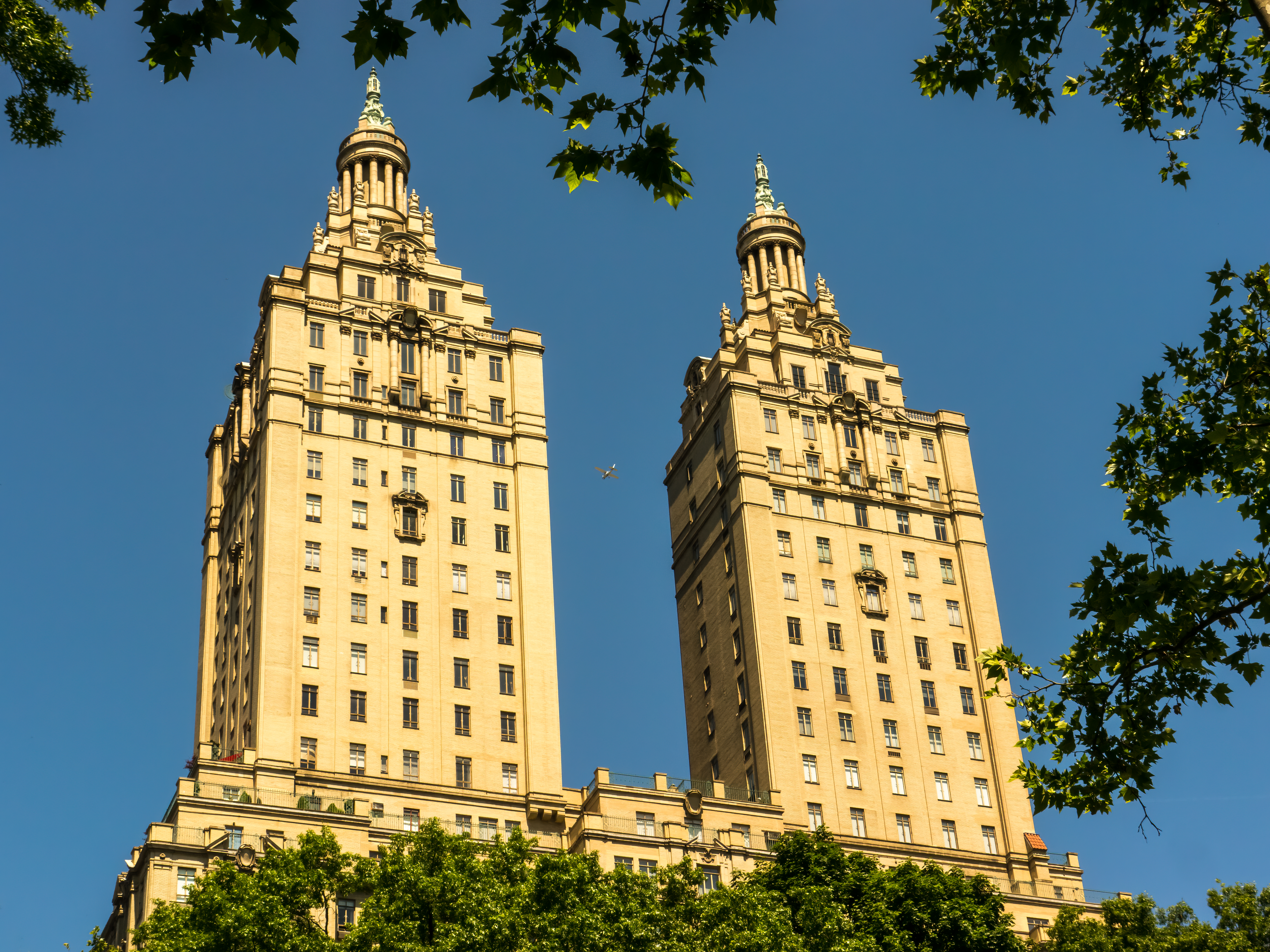
Nos 145-146 : The San Remo Apartments (1929).

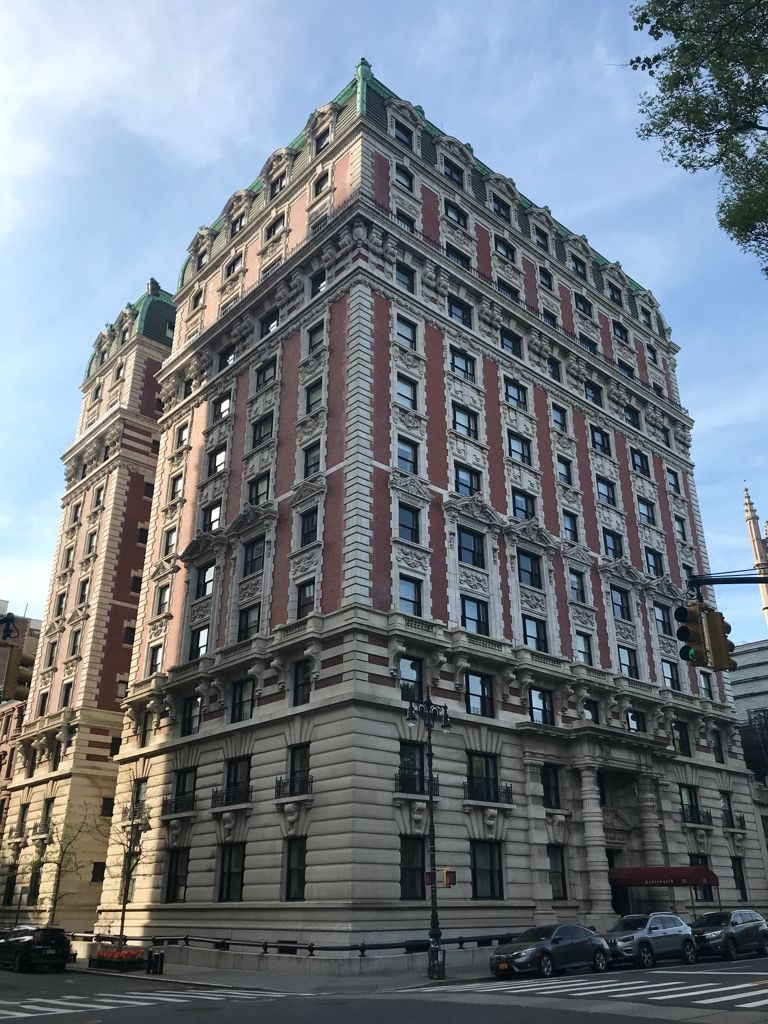
No 151 : The Kenilworth (1908).

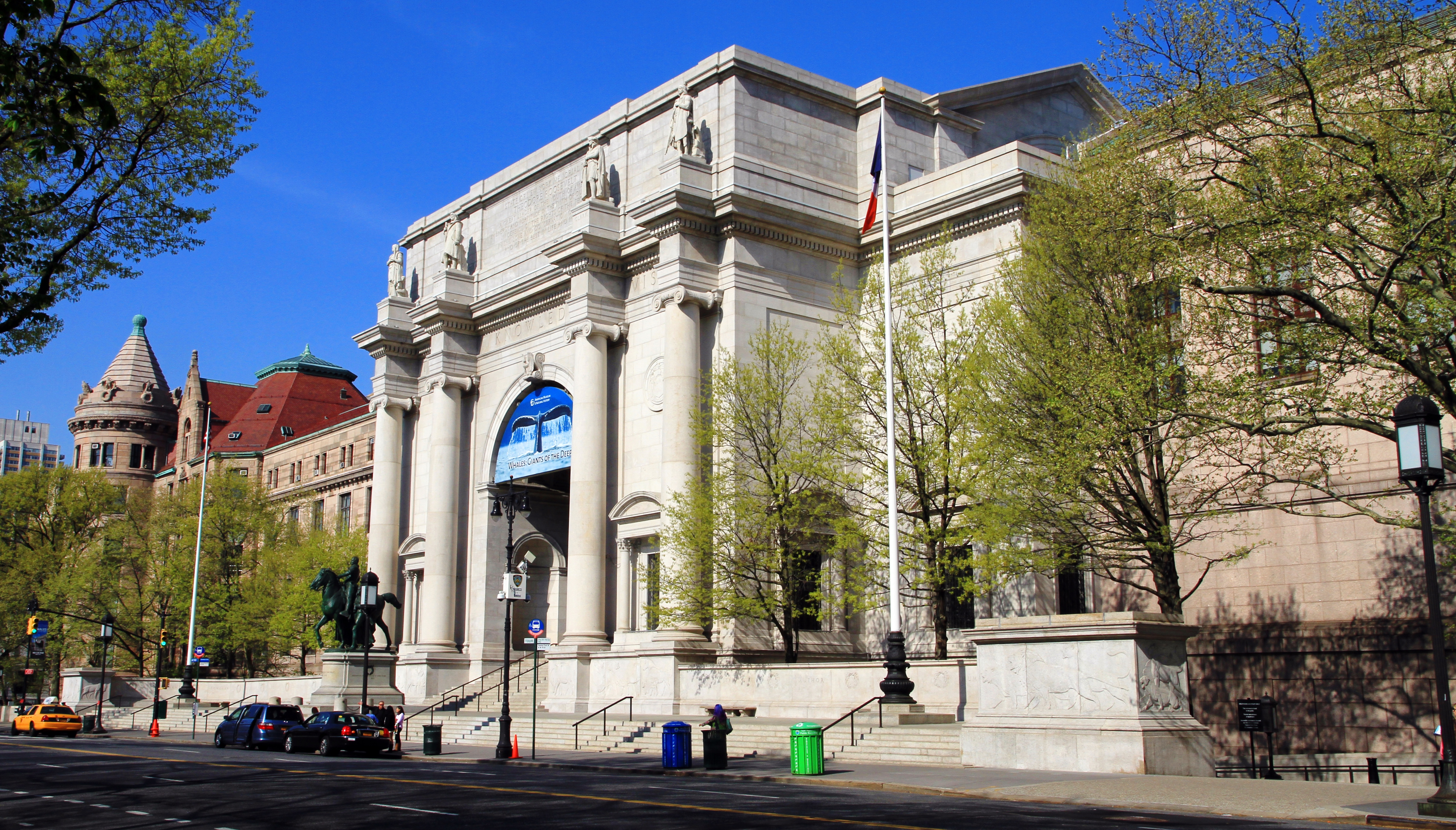
No 200 : le musée américain d'histoire naturelle.

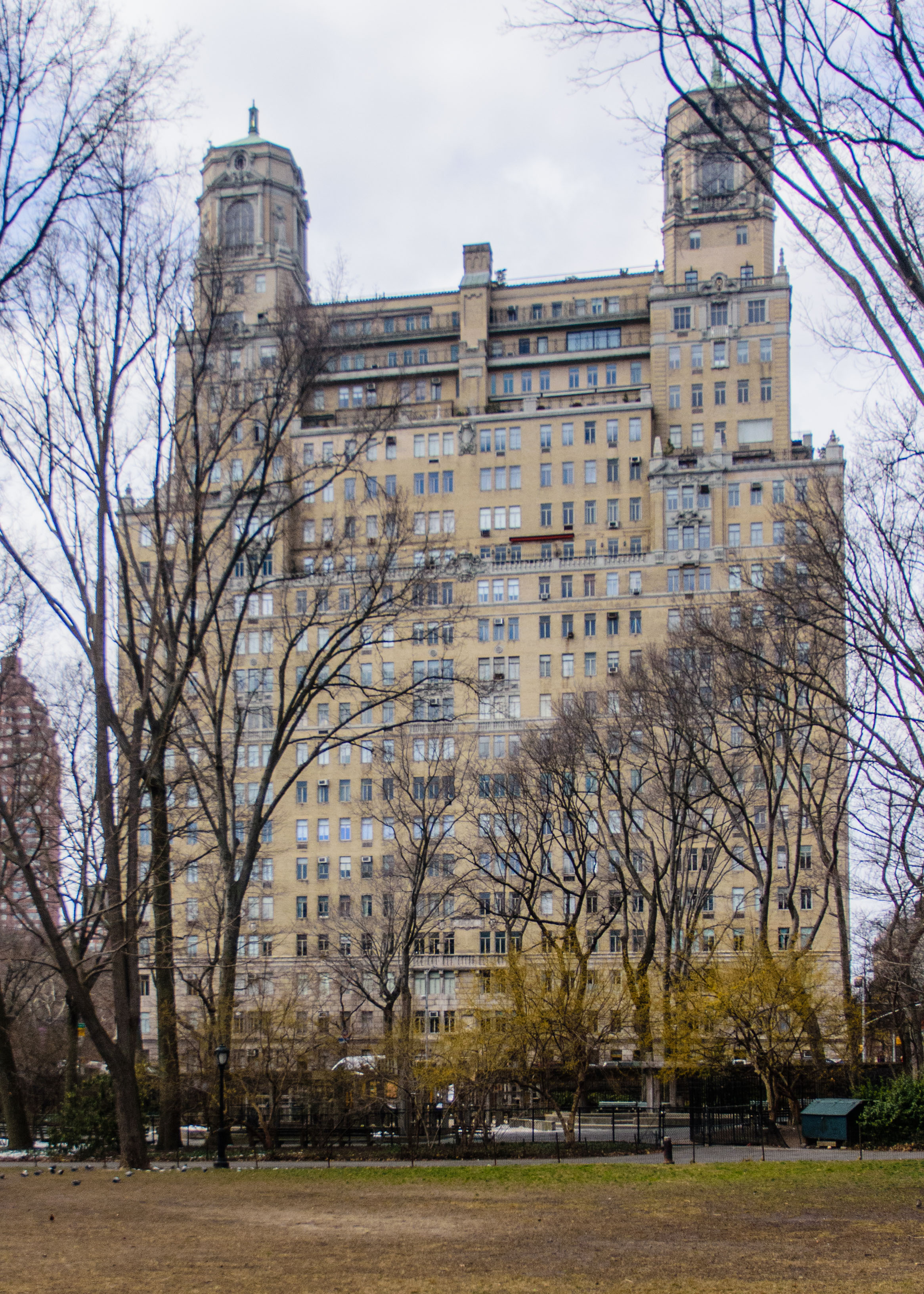
No 211 : The Beresford (1929).

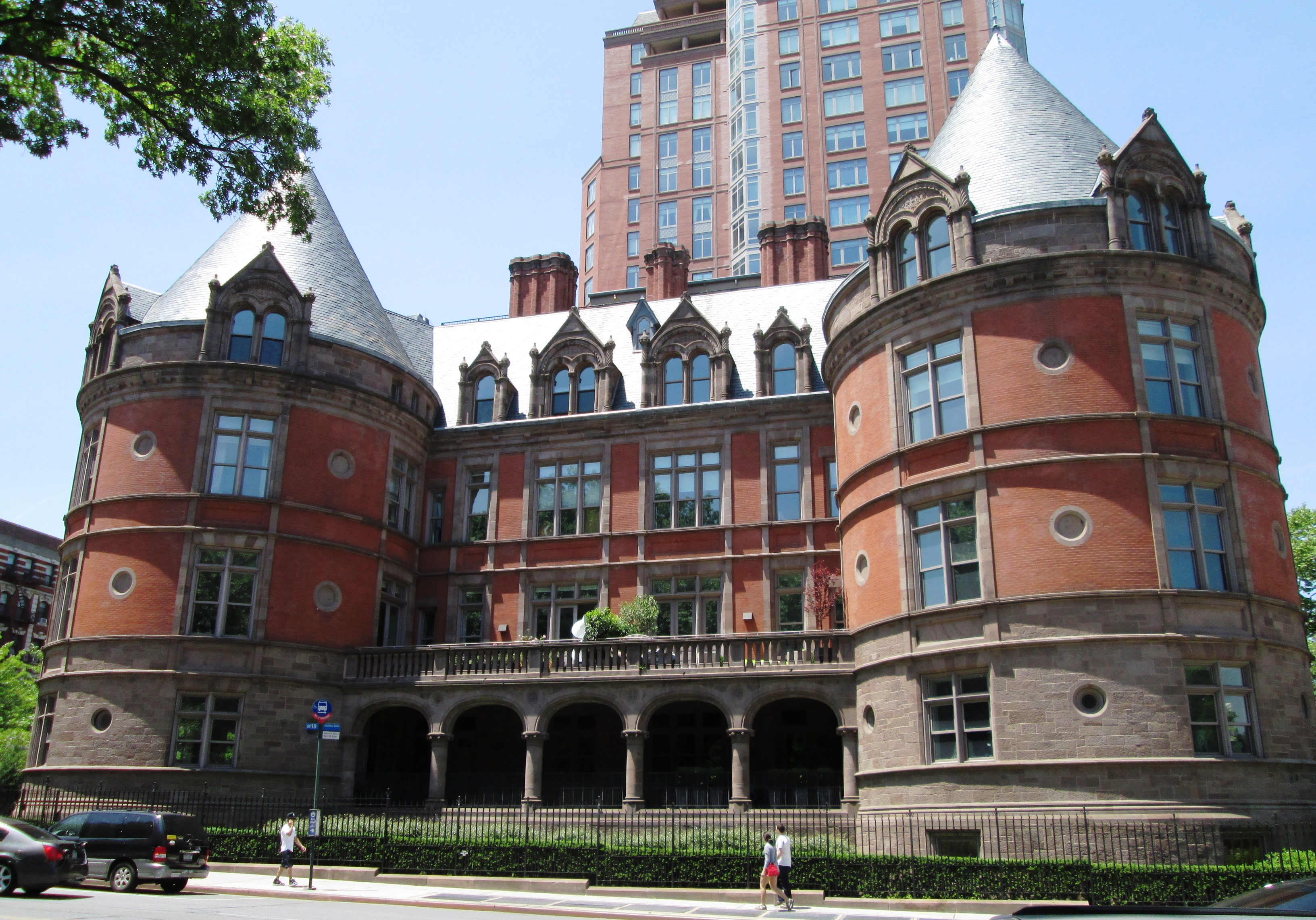
No 455 : anciennement New York Cancer Hospital.

- No 1 :  Trump International Hotel and Tower, gratte-ciel construit en 1968, abritant un hôtel et des appartements de luxe.
- No 15 : le milliardaire américain Daniel Och possède dans cet immeuble un penthouse estimé en 2021 à 57,5 millions de dollars[2].
- No 25 : The Century, immeuble de style Art déco construit en 1932 par l’architecte Jacques Delamarre[3].
- No 33 : Ethical Culture Fieldston School, école privée fondée en 1878 et qui s’installa dans ce bâtiment en 1904.
- No 50 : The Prasada, immeuble construit en 1905-1907 par l’architecte Charles Romeyn dans le style Second Empire français. Les acteurs Melanie Griffith et Antonio Banderas ont compté au nombre des résidents[4].
- Holy Trinity Lutheran Church, église néogothique construite en 1904.
- No 55 : immeuble de 19 étages de style Art déco, construit en 1931, fréquemment désigné sous le nom de Spook Central ou The Ghostbusters Building depuis son apparition dans le film du même nom (1984).
- First Church of Christ, scientiste (1903).
- Spanish and Portuguese Synagogue (1897).
- No 101 : immeuble construit en 1929.
- No 115 : The Majestic, immeuble de style Art déco construit en 1930 par l’architecte Jacques Delamarre[3]. Les mafieux Lucky Luciano (1897-1962), Meyer Lansky (1902-1983) et Frank Costello (1891-1973) y ont vécu. En 1957, Frank Costello y est d’ailleurs victime d’une tentative d’assassinat dans l’entrée de l’immeuble. Dans les années 1960, le réalisateur Elia Kazan a également fait partie des résidents[4].
- Angle 72e Rue : Dakota Building, immeuble de style néo-Renaissance daté de 1884, l’une des premières résidences construites dans Upper West Side. Dans le film Rosemary's Baby (1968), il apparaît sous le nom de The Bramford[4]. Il a connu de nombreux résidents célèbres : le compositeur Piotr Ilitch Tchaïkovski, les actrices Judy Garland et Lauren Bacall[5], le danseur Rudolf Noureev[6], le compositeur Leonard Bernstein (de 1974 à 1990)... Le fondateur des Beatles John Lennon y emménage début 1973[7] au7e étage, côté est[8], et c’est en rejoignant l’immeuble, après une soirée de travail, qu’il est assassiné le 8 décembre 1980.
- No 135 : The Langham, immeuble d’appartements de luxe construit entre 1905 et 1907 dans le style Second Empire français (à ne pas confondre avec l'hôtel du même nom situé sur la Cinquième Avenue).
- Nos 145-146 : San Remo Apartments, immeuble de 1929 construit par l’architecte Emery Roth, dont les tours jumelles de neuf étages, offrant une vue éblouissante sur Central Park [9], s’inspirent du monument de Lysicrate à Athènes. Une pléiade de célébrités y a résidé : l’actrice Rita Hayworth (1918-1987), l’acteur Dustin Hoffman, le chanteur Paul Simon, l’actrice Diane Keaton[10], l’acteur Steve Martin, le chanteur Bono[11]... Les acteurs Bruce Willis et Demi Moore y ont possédé, de 1990 à 2015, un appartement de 650 m2 situé aux deux derniers étages de la tour sud, mis en vente en 2015 pour 55 millions d’euros[12].
- No 151 : The Kenilworth, construit en 1908. L’acteur Michael Douglas et sa femme Catherine Zeta-Jones y possèdent un appartement en 2014[13].
- No 160 : Fourth Universalist Society de New York, une église membre de l'Association universaliste unitarienne[14].
- No 170 : musées et bibliothèque de la Société historique de New York, bâtiment néoclassique.
- No 200 : musée américain d'histoire naturelle (American Museum of Natural History), ouvert en 1877.
- No 211 : The Beresford, immeuble de style Art déco construit en 1929 par l’architecte Emery Roth. La chanteuse Diana Ross, le joueur de tennis John McEnroe et le comédien Jerry Seinfeld y ont résidé ou y résident[15].
- No 225 : The Alden, construit en 1927 par l’architecte Emery Roth[16].
- No 247 : The William Nobel House (1888)[17].
- No 249 : The Beck House (1889)[18].

- No 279 : le compositeur et trompettiste de jazz Miles Davis (1926-1991) a vécu à cette adresse[19].
- No 285 : The St. Urban, immeuble construit par l’architecte Robert Timothy Lyons en 1904-1906, d’inspiration clairement haussmannienne[20].
- No 300 : The Eldorado, immeuble immédiatement reconnaissable à ses tours jumelles, construit en 1931 par l’architecte Emery Roth, organisé de façon que la lumière puisse pénétrer dans les 1 300 pièces des 186 appartements qui le composent[21]. Il eut parmi ses résidents l’actrice et chanteuse Marilyn Monroe (1926-1962) et le comédien Groucho Marx (1890-1977)[8].
- No 320 : The Ardsley (1931) [22].
- No 455 : anciennement New York Cancer Hospital, centre de recherche et de traitement du cancer. Construit entre 1884 et 1886, il a été converti, au début des années 2000, en appartements.

## Central Park West dans la fiction
Central Park West est le lieu du combat final du film SOS Fantômes. Central Park West est également le nom d'une série télévisée des années 1990 ayant pour cadre cette partie de Manhattan.

## Central Park West dans la musique
- Une ballade de John Coltrane porte le titre de Central Park West (album Coltrane's Sound, 1960).